# UFC 9
UFC 9: Motor City Madness foi um evento de artes marciais mistas promovido pelo Ultimate Fighting Championship, ocorrido em 17 de maio de 1996 no Cobo Arena em Detroit, Michigan. O evento foi transmitido ao vivo no pay-per-view para os EUA, e depois vendido em home video.

## Background
O UFC 9 foi o primeiro evento do UFC a não contar com um formato de torneio (que foi trazido de volta no UFC 10 pela demanda popular). Em vez disso, ele conta com um card com lutas individuais. O card contou com sete lutas e uma luta alternativa para preencher o tempo da transmissão no pay-per-view.
O evento principal foi a tão esperada revanche entre o Cinturão Superfight do UFC Ken Shamrock e o desafiante n°1 Dan Severn, que haviam lutando no ano anterior no UFC 6 pelo Título Superfight, com Shamrock saindo vitorioso.
O UFC atraiu críticas nacionais que antecederam o evento, devido em grande parte à campanha do senador de Arizona John McCain , que escreveu uma carta contra o "espetáculo brutal". Após uma batalha legal nos tribunais de Detroit até 16:30 do dia do evento, o UFC foi permitido a continuar, mas com regras modificadas.
As regras especiais incluíram ataques de punho fechado na cabeça e sem cabeçadas – uma regra que o árbitro John McCarthy tentava aplicar, mas com pouco sucesso. Antes do show, os lutadores foram advertidos para não usarem golpes de punho fechado, sob pena de prisão. No entanto, algumas lutas na noite contaram com golpes com o punho fechado, nenhum lutador foi preso.
Devido, em parte a essa regra especial, a Superluta entre Dan Severn e Ken Shamrock é amplamente considerada uma das piores lutas do MMA de todos os tempos, com os lutadores apenas circulando por aproximadamente 20 minutos com pouco ou nenhum contato. 

## Resultados
Nota 1 Pelo Cinturão Superfight do UFC.

## Ligações Externas
- Resultados do UFC 9 no Sherdog
- Análises de Lutas do UFC 9
- Official UFC website
- UFC History - Severn vs. Shamrock 2: what really happened at UFC 9